# Église Saint-Chrysole de Comines (Belgique)
Ne doit pas être confondu avec Église Saint-Chrysole de Comines (France).
L'église Saint-Chrysole est un édifice religieux catholique sis au centre de Comines, en Belgique. Construite en 1922 pour remplacer une autre plus ancienne, l'église est dédiée à saint Chrysole, un moine évangélisateur du IVe siècle qui serait mort martyr dans les environs. L'église est paroisse et lieu de culte catholique.  

## Histoire
La légende veut que Saint Chrysole fonde un sanctuaire chrétien à Comines au IIIe siècle. Cependant les différentes analyses relèguent cette fondation à un mythe créé au XIIIe siècle. Il existait cependant bien une église à Comines-France dès le IXe siècle dédiée à Saint-Pierre. Cette église paroissiale couvrait notamment les deux rives de la Lys. Après les Traités d'Utrecht en 1713, la paroisse préserve le contrôle des deux Comines jusqu'à la Révolution française.
Une première église provisoire en bois est construite sur la rive gauche (belge) de la Lys sur un site régulièrement inondé. Il faudra attendre 1825 pour qu'une église en pierre, dédiée à saint Chrysole, soit construite à la rue des Moulins.
Au début du XXe siècle, une nouvelle église est construite sur la place Sainte-Anne. Elle est inaugurée en 1912. Elle est détruite durant la Première Guerre mondiale. En 1922, un nouvel édifice est construit, en brique jaune flamande. L'église est cruciforme néo-gothique à trois nefs avec une tourelle croisée et une tour attenante à droite du portail d'entrée situé côté nord, qui est flanquée de quatre tourelles d'angle.
Lorsque la frontière linguistique est établie en 1967, la frontière des diocèses est également modifiée et la paroisse fut transférée du diocèse de Bruges au diocèse de Tournai. 

## Description
L'église possède un chœur plat et fermé, flanqué de chapelles latérales. Les arcades sont de style au gothique tournaisien.

## Particularités
- Une fresque de Saint-Chrysole dirigeant la construction du premier sanctuaire.
- La châsse de Saint-Chrysole datant probablement de la fin du XIXe siècle.
- Les vitraux réalisés par Roger Coppe en 1967 et symbolisant le chemin vers la purification de l'âme.
- L'église abrite un crucifix de 1969, sculpté dans un arbre par un sculpteur polonais, Romuald Malkowski[3],[4].
- La statuette de Notre-Dame de Grâce datant du XVIIIe siècle. Elle avait été volée de sa chapelle en 1974 et retrouvée intacte chez un antiquaire bruxellois.
- La cloche Notre-Dame datant de la première église située rue du moulin.

## Sources et références
1. ↑  Une autre église Saint-Chrysole' se trouve immédiatement de l'autre côté de la frontière franco-belge, au cœur de la ville française de Comines.
2. ↑  Web-archive - Office du Tourisme de Comines-Warneton, « Eglise Saint-Chrysole de Comines »
3. ↑  « Inventaire du patrimoine immobilier culturel », sur lampspw.wallonie.be (consulté le 13 septembre 2021)
4. ↑  villedecomines-warneton.be